# داگ هولدن

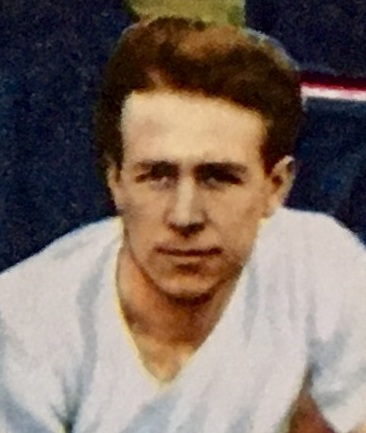
داگ هولدن

داگ هولدن (به انگلیسی: Doug Holden) بازیکن فوتبال (زادهٔ ۲۸ سپتامبر ۱۹۳۰ – درگذشتهٔ ۸ آوریل ۲۰۲۱) اهل کشور انگلستان که سابقهٔ بازی در تیم ملی فوتبال انگلستان را در کارنامهٔ خود داشت. وی در تاریخ ۱۱ آوریل ۱۹۵۹ نخستین بازی ملی خود را در مقابل تیم ملی فوتبال اسکاتلند انجام داد و با حضور در ۵ بازی ملی، در تاریخ ۲۴ مه ۱۹۵۹ واپسین بازی ملی‌اش را در برابر تیم ملی فوتبال مکزیک برگزار کرد.